# William Connolley

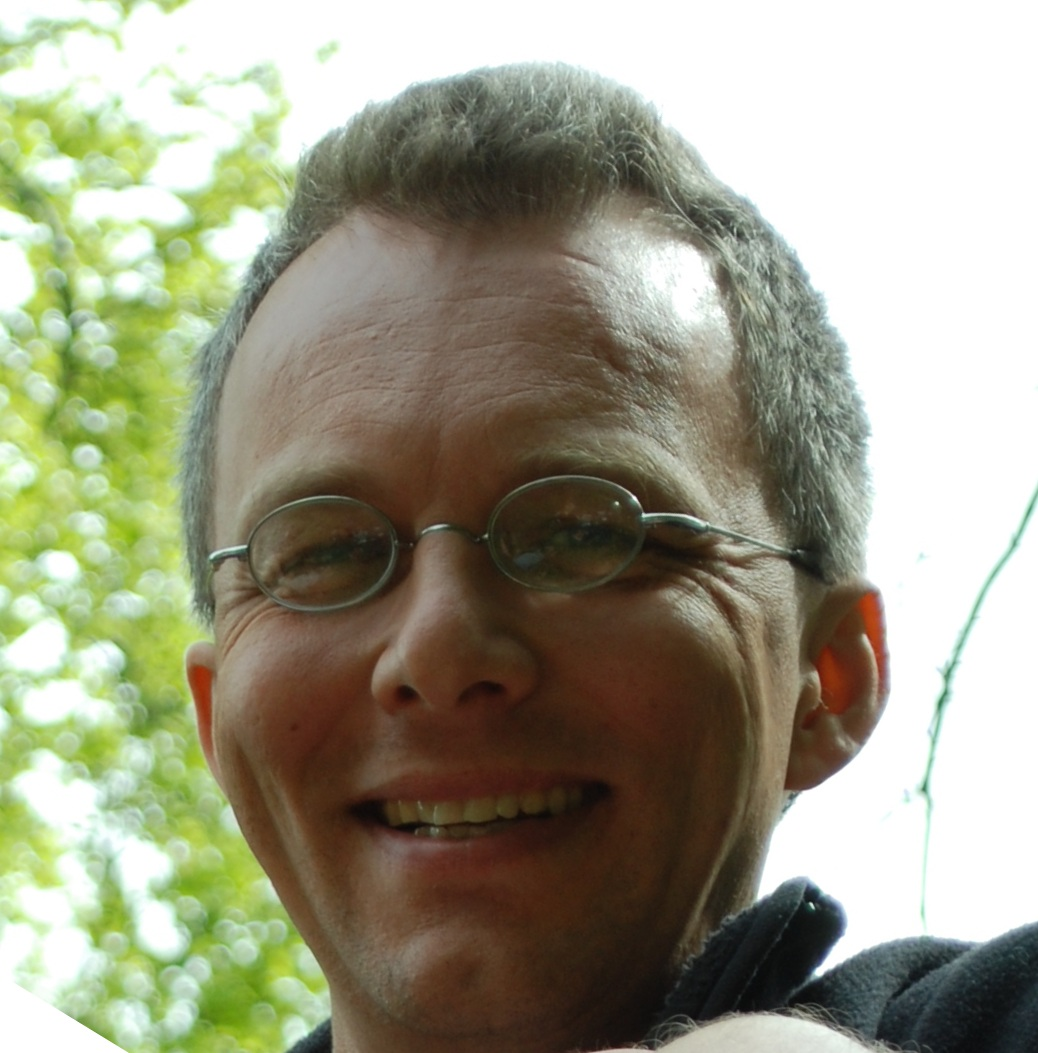
Connolley im Jahre 2008

William Michael Connolley  (* 12. April 1964) ist ein britischer Informatiker, Autor und Blogger. Bis 2007 war er beim British Antarctic Survey als Klimamodellierer beschäftigt.

## Hintergrund
Connolley hat an der University of Oxford studiert und im Bereich Numerische Analyse abgeschlossen.

## Politische Aktivitäten
Connolley war bis Mai 2007 als Gemeinderat von Coton bei Cambridge tätig und bewarb sich über die Green Party beim District Council von South Cambridgeshire.

## Aktivitäten
Connolley hat im Bereich Klimaforschung unter anderem darauf hingewiesen, dass bereits in den 1970er Jahren die meisten Klimavorhersagen eine globale Erwärmung und keine neue Eiszeit vorhersagten. Bis 2007 war er aktiver Mitarbeiter beim RealClimate Blog.
Seine Mitarbeit als Klimaexperte bei Wikipedia wurde unter anderem in Nature 2005 erwähnt. Connolley zufolge blieben Frustrationen nicht aus, aber vorhandene Konflikte trügen auch zur Artikelqualität bei. Im Juli 2006 wurde Connolley und seine Mitarbeit bei Wikipedia in einem Interview mit The New Yorker thematisiert, unter anderem auch ihm auferlegte Einschränkungen wie der Entzug seiner Adminfunktion und zeitweise Editierauflagen.
Harsche Kritik einschließlich der Behauptung, Connolley sei wesentlich für Meinungsmanipulationen bei klimabezogenen Artikeln der englischsprachigen Wikipedia verantwortlich, wurde etwa von Lawrence Solomon in der konservativen National Review geäußert.

## Veröffentlichungen (Auszug)
- D. G. Vaughan, G. J. Marshall, W. M. Connolley, J. C. King und R. Mulvaney: Climate change – devil in the detail. Science, 293, 2001, S. 1777–1779.
- Tom A. Lachlan-Cope, William M. Connolley, und John Turner: The Role of the Non-Axisymmetric Antarctic Orography in Forcing the Observed Pattern of Variability of the Antarctic Climate. Geophysical Research Letters, 2001, Band 28, Nr. 21, S. 4111–4114.
- J. Turner, S. A. Harangozo, J. C. King, W. Connolley, T. Lachlan-Cope und G. J. Marshall: An exceptional winter sea ice retreat/advance in the Bellingshausen Sea, Antarctica. Atmos. Ocean 41 (2) 2003, S. 171–185.
- G. J. Marshall, P. A. Stott, J. Turner, W. M. Connolley, J. C. King und T. A. Lachlancope: Causes Of Exceptional Atmospheric Circulation Changes In The Southern Hemisphere. Geophys. Res. Lett. 31(14): Art. No. L14205, 30. Juli 2004.